# Erwinia amylovora
Erwinia amylovora es una bacteria de la familia Erwiniaceae, patógeno causante del «fuego bacteriano», enfermedad que afecta a diversas especies de plantas de la familia de las rosáceas, entre las cuales se encuentran  frutales, tales como los perales (Pyrus), manzanos (Malus), membrillos (Cydonia) y nísperos (Eryobotrya y Mespillus), además de otras plantas ornamentales y silvestres: Amelanchier, Chaenomeles, Crataegus, Cotoneaster, Photinia davidiana, Pyracantha, Sorbus y las variedades ornamentales de Pyrus y Malus.
La sensibilidad a la enfermedad es diversa según especies y variedades. Los daños causados son graves, especialmente en el peral, llegando incluso a producir la muerte de la planta afectada en un breve lapso. La gravedad se incrementa por la gran facilidad de propagación de la enfermedad y porque no hay tratamientos químicos.

## Síntomas

### Flores
Con frecuencia, los primeros síntomas se manifiestan  en las flores. Estas se vuelven aguanosas, se marchitan con rapidez, se empardecen hasta ennegrecerse e incluso pueden desprenderse del árbol. En poco tiempo los síntomas se extienden hasta las hojas de un mismo espolón o de las pequeñas ramas cercanas.

### Hojas
Los síntomas inician a manera de manchas pardooscuras a lo largo de la nervadura central y nervaduras principales, por los bordes y entre las nervaduras. Conforme avanza el ennegrecimiento, las hojas se enrollan y marchitan, cuelgan de la planta y a menudo penden de ramitas atizonadas y curvadas.

### Tallo y ramas
La bacteria infecta las ramas terminales y los retoños y se marchitan en sentido descendente (desde la punta hacia abajo). La corteza adquiere un color negroparduzco y se ablanda al principio; más tarde se contrae y endurece. La punta de las ramitas se dobla y las hojas se ennegrecen sin desprenderse. Desde los espolones del fruto y las pequeñas ramas terminales, los síntomas avanzan hacia las ramas que brindan soporte, sobre las cuales se forman cancros.

## Signo
En condiciones de humedad, sobre la superficie de cualquier tejido recientemente infectado (flor, fruto, hoja o tallo) pueden aparecer pequeñas gotas de un exudado pegajoso de aspecto lechoso en el cual está embebido el fitopatógeno. Por lo común, dicho exudado toma un color café poco exponerse al aire. Estas gotas coalescen y forman una capa sobre la zona en la que se encuentren.

## Medidas preventivas para evitar la propagación
- Vigilancia continua de las plantaciones: es imprescindible para localizar precozmente el foco.

- Exigencia del pasaporte fitosanitario: las partidas de vegetales susceptibles al fuego bacteriano que no vayan acompañadas del pasaporte fitosanitario CE con el distintivo ZP podrán ser destruidas sin derecho a indemnización. Los proveedores de material vegetal, así como las personas físicas o jurídicas que realicen plantaciones con plantas susceptibles, deben conservar durante 3 años los correspondientes registros.

- Destrucción de plantaciones abandonadas: es obligatorio eliminar las plantaciones abandonadas de frutales susceptibles.

- Limitación del cultivo de plantas ornamentales susceptibles: está prohibido plantar especies susceptibles al fuego bacteriano en zonas ajardinadas.

## Medidas en caso de introducción de la enfermedad
En plantaciones: arrancar y destruir todas las plantas infectadas dentro de un radio mínimo 10 m de la planta afectada.
Establecer una zona de seguridad en un radio de 1 km, eliminar las plantas afectadas y prohibir el transporte de especies vegetales.